# Marie d'Arkel
Marie d'Arkel (Arkel, c. 1389 - IJsselstein, 19 juillet 1415) était dame d'Egmont et IJsselstein, par son mariage avec Jean II d'Egmont.

## Biographie
Elle était fille de Jean V d'Arkle et Johanna de Juliers, par qui elle descendait de la maison de Juliers. Ses oncles Guillaume III de Juliers et Renaud de Juliers étaient ducs de Gueldre. Parce que les deux ducs n'avaient pas d'héritiers légaux, la maison d'Arkel était éligible à la succession en raison de ces liens familiaux.
Marie, née vers 1385, a été élevée à la cour de Gueldre après la mort de sa mère en 1394. Après le mariage de son oncle Renaud IV de Gueldre en 1405, elle devient la demoiselle d'honneur de son épouse Marie d'Harcourt. Son père Jean V d'Arkle, qui avait déclenché les Guerres d'Arkel en 1402, s'enfuit en Gueldre en 1406, suivi l'année suivante par son propre frère Guillaume d'Arkel.
Malgré le fait que son frère Guillaume n'avait pas encore épousé un bon parti, des plans matrimoniaux ont été établis pour Marie en 1407. Jean d'Egmont, un noble hollandais, apparaît être candidat et survient lors d'une fête au château de Caster dans le duché de Juliers, le 13 septembre 1407. Il joue aux échecs avec elle et la kidnappe (ce qui faisait partie de la cour amoureuse médiévale). Les deux partenaires sont retrouvés à Lobith, le 15 septembre. A la cour de Gueldre, Renaud IV décida de les unir et il leur offre un cadeau de mariage de 6000 écus. Le 24 juin 1409, Jean d'Egmont et Marie se sont mariés et ils s'installèrent au château d'IJsselstein. Ils ont eu deux fils:
- Arnold d'Egmont (1410-1473)
- Guillaume d'Egmont (1412-1483)

Elle décède le 19 juillet 1415 et ne verra pas son fils Arnold devenir duc de Gueldre en 1423. Sa petite-fille Marie d'Egmont (1434-1463) deviendra reine d'Écosse, grâce à son mariage avec Jacques II d'Écosse.